# Ungern i olympiska vinterspelen 1964
Ungern deltog med 28 deltagare vid de olympiska vinterspelen 1964 i Innsbruck. Ingen av landets deltagare erövrade någon medalj.